# Neferuptah
Neferuptah var en egyptisk prinsessa och tronföljare tillhörig Egyptens tolfte dynasti. 
Hon var dotter till farao Amenemhet III och en okänd mor, och syster eller halvsyster till farao Sobekneferu. 
Hon bar aldrig titeln stor kunglig hustru eller drottning, men det framgår att hon hade en speciells status. Hon är en av de första kvinnor i Fornegypten vars namn finns skrivet i Kartusch (egyptologi), och hon tros ha blivit utsedd av sin far till hans tronarvinge.
Hon avled dock före sin far, och efterträdde honom aldrig på tronen. Istället efterträddes hennes far av Amenemhat IV, som möjligen var hennes halvbror. Efter dennes död efterträddes dock han i sin tur av hennes syster Sobekneferu, som är den första kvinnliga farao vars existens finns klart och tydligt dokumenterad. 